# Dessemantització
La dessemantització és un procés que pot experimentar un mot consistent a perdre tot o part del seu significat bàsic i adquirir un rol més gramatical (nexe, auxiliar de perífrasis verbals, etc.).
Sol donar-se en casos de gramaticalització de verbs per a funcionar en perífrasis verbals. Així, el verb anar no significa 'desplaçar-se' en una oració com Vaig perdut o Vaig fent. Igualment, la paraula via es pot considerar un sinònim (encara que sigui parcialment) del mot camí, però quan es diu Un vol a Praga via Zuric en realitat funciona com un nexe (com una preposició forta), ja que no es passa per cap via o camí físics, sinó que es conceptualitza una ruta.
Els lingüistes que treballen amb el cognitivisme han desenvolupat explicacions suggeridores sobre les motivacions per a la dessemantització, com ara què s'imagina el parlant quan utilitza un mot i hi dona un sentit nou, sovint per una metàfora o una metonímia.